# Aurel Demo
Aurel Leli Demo (* 20. Oktober 1996 in Kuçova) ist ein ehemaliger albanischer Fußballspieler.

## Karriere
Demo begann seine Karriere im Jugendverein des griechischen Vereins Panegialios FC. Am 30. Oktober 2016 gab er sein Debüt in der ersten Mannschaft bei einem 0:0-Unentschieden gegen AO Chania FC in der griechischen Football League.
Im Januar 2018 wechselte Demo zum albanischen Erstligisten KS Luftëtari Gjirokastra. Sein Debüt für den Klub gab er am 18. Februar 2018 bei einem 2:2-Auswärtsspiel gegen KF Laçi, als er in der 70. Minute eingewechselt wurde. Sein erstes und einziges Pflichtspieltor für Luftëtari erzielte er am 16. Dezember 2018 beim 3:2-Auswärtssieg gegen Skënderbeu Korça.
Nach der Saison 2019/20 beendete Aurel Demo seine aktive Fußballkarriere.